# Atletismo nos Jogos Pan-Americanos de 1967 - 800 m feminino
A prova dos 800 m feminino nos Jogos Pan-Americanos de 1967 foi realizada em Winnipeg, Canadá.

## Medalhistas
| Ouro                                | Prata                          | Bronze                     |
| Madeline Manning USA Estados Unidos | Doris Brown USA Estados Unidos | Abigail Hoffman CAN Canadá |

## Resultados
| Posição           | Nome              | Nacionalidade      | Tempo   | Notas |
| ----------------- | ----------------- | ------------------ | ------- | ----- |
| Medalha de ouro   | Madeline Manning  | USA Estados Unidos | 2:02.35 |       |
| Medalha de prata  | Doris Brown       | USA Estados Unidos | 2:02.95 |       |
| Medalha de bronze | Abigail Hoffman   | CAN Canadá         | 2:04.82 |       |
| 4                 | Roberta Picco     | CAN Canadá         | 2:07.54 |       |
| 5                 | Irenice Rodrígues | BRA Brasil         | 2:08.56 |       |
| 6                 | Alicia Enríquez   | ARG Argentina      | 2:15.09 |       |
| 7                 | Aurelia Pentón    | CUB Cuba           | 2:15.45 |       |
| 8                 | Lucía Quiroz      | MEX México         | 2:20.72 |       |